# 邓伟 (1964年)
邓伟（1964年10月—），男，中华人民共和国外交官，曾任中华人民共和国驻长崎总领事和中华人民共和国驻名古屋总领事。

## 生平
毕业于北京外国语学院。1986年，进入中华人民共和国外交部工作，先后在外交部亚洲司、外交部新闻司、驻日本大使馆任职。2005年，任驻大阪总领事馆副总领事。2007年，任驻日本大使馆参赞。2012年，任吉林省外事办公室副主任。2014年11月，出任中华人民共和国驻长崎总领事。2016年10月，出任中华人民共和国驻名古屋总领事。2019年2月，自驻名古屋总领事离任。回国任外交部高级外交官创新实践委员会委员、外交部亚洲司参赞。